# Антимайдан

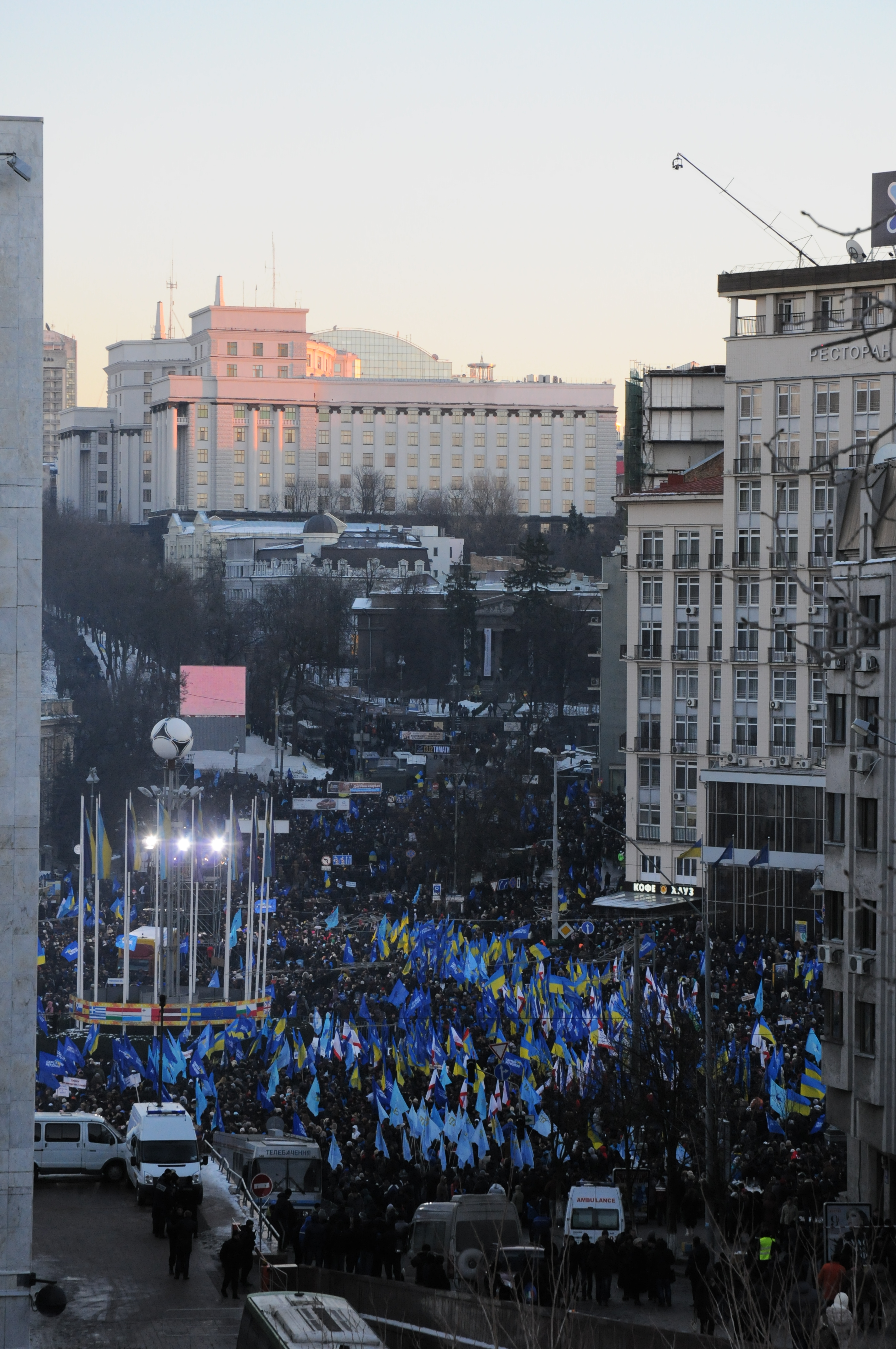
Провладний мітинг на Європейській площі в Києві 14 грудня 2013 р.

«Антимайда́н» — провладний рух та серія мітингів в Україні на підтримку Партії регіонів та КПУ, які відбувалися протягом 2013—2014 років під час подій Євромайдану, акцій «Русской весны» та війни на Донбасі. Здебільшого проходили в Києві, Харкові, Одесі, Донецьку та Маріуполі; часто, на противагу ідеям Євромайдану та підтримки ідей єдності та дружби з Росією, вступу України до Митного союзу, економічної інтеграції з Росією, Білоруссю та Казахстаном та надання особливого статусу російської мови, а інколи акції доходили до яскраво вираженого сепаратизму.

## Соціологія антимайдану
Люмпенізований соціальний елемент для того, аби створити візуальну альтернативу акціям протесту українського народу, які відбувались в той час на Майдані.
Особливості:
- організовується, спрямовується владою (у пострадянських країнах) для мотивації підтримки цим рухом владного курсу
- може відбуватися за відсутності «майданної», себто, опозиційної, діяльності — «московський антимайдан»

За повідомленнями противників Антимайдану, до його організації залучається адміністративний ресурс; наймаються учасники за гроші; примусово залучаються й використовуються бюджетники, робітники, а також «тітушки».

## Організація та хронологія

### 2013 рік

#### 24 листопада
24 листопада «Партія регіонів» та «Український вибір» звезли людей на свій анти-євромайдан у Києві, пообіцявши їм грошову винагороду. Спочатку «Український вибір» зорганізував мітинг на Європейській площі, де найняті люди махали кульками з надписом «Євро=гомо». Пізніше вони змінили тактику і розташували найнятих людей у вигляді живого щита перед рядами «Беркуту» біля Кабінету Міністрів України на вулиці Михайла Грушевського та біля адміністрації президента на вулиці Банковій, щоб утримати кордони міліції виставлені проти євро-демонстрантів. За свідченнями очевидців, найнятих людей організовують у шеренги і наказують бігти на колони євроінтеграторів, щоб посіяти паніку. За свідченням очевидців, люди, яких Партія регіонів та Український вибір найняли для проплачених мітингів на 3 години, відстояли цей час, потім у більшій своїй масі порозходилися.

#### 14 грудня
На вихідні дні, 14-15 грудня, було заплановано проведення масштабного провладного мітингу. Як повідомляє ZN.UA, посилаючись на джерело в РНБО, керівництво країни поставило перед Міністерством оборони та іншими відомствами завдання забезпечити проведення масштабного провладного мітингу на противагу Євромайдану.
В четвер, 12 грудня, в ЗМІ з'явились повідомлення про підготовку владою масштабних провокацій з людськими жертвами під час проведення провладного мітингу, яка буде використана як привід для силового придушення Євромайдану. За словами блогера, витік інформації був санкціонований впливовою особою, яка проти такого розвитку подій. Про реальність підготовки такого сценарію подій заявило кілька політиків і політичних експертів, вказувалося також на можливу причетність до підготовки цих подій і російської влади[джерело?]. Віктор Балога оприлюднив три документи СБУ, один із них, датований 10 грудня рівень терористичної загрози характеризує як «потенційну» і продовжує її дію до 31 грудня 2013 р. Ці дані політик розцінив як свідчення того, що в ці вихідні провокації з використанням зброї та вибухівки можуть стати реальністю і що з перших днів влада активно готує «теракт», який розв'яже їй руки для використання ще більшої сили
Зокрема, відомо, що організовані потяги, за участі керівників органів влади, відправлялись із Запоріжжя
14 грудня на Європейській площі за даними з різних джерел було нараховано 30-60 тисяч людей. Замість обіцяних 800 гривень та харчування «антимайданівці» отримали по 300.
Мітинг відбувся на Європейській площі, попри те, що Окружний адміністративний суд міста Києва за позовом КМДА заборонив по 7 січня 2014 року проведення на ній будь-яких зібрань.

#### 22 грудня
За словами коменданта наметового містечка антимайдану Олександра Зінченко учасники мітингу в Маріїнському парку організованому на підтримку курсу президента Януковича 22 грудня 2013 року згорнули своє наметове містечко, щоб зустріти новорічні свята у колі сім'ї.

#### 23 грудня
Попри обіцянки одного з очільників антимайдану Олега Калашнікова залишити у Маріїнському парку «красу», наступного дня після закриття антимайдану у Маріїнському парку залишилося багато розкиданого сміття та повалені ліхтарі. У зв'язку з цим було заявлено, що київська міськдержадміністрація вимагатиме від організаторів акції протесту в Маріїнському парку відшкодування збитків.
У центрі Києва біля одного з офісів Партії регіонів учасники провладного мітингу в Маріїнському парку влаштували акцію протесту, оскільки посередники організації антимайдану їм не виплатили обіцяну винагороду.

## Підприємства та установи
- ПАТ «Мотор Січ» (Запоріжжя). Згідно повідомлення порталу «Запоріжжя. Коментарі», керівництво ОА «Мотор Січ» змусило робітників підприємства їхати в Київ на мітинг на підтримку Віктора Януковича. Із Запоріжжя до Києва вирушив спецпотяг з бюджетниками, яких за гроші повезли на мітинг Антимайдану. Кореспондент порталу Ігор Артюшенко переслав повідомлення від робітника «Січі», одного з учасників цієї акції (орфографія збережена):…Сьогодні їду на януковський майдан, змусили на моторі. Повезуть як останніх тварин, будемо їхати навіть на третіх полицях. Як тільки приїду-одразу піду на євромайдан. Державний прапор узяв із собою))) Звільнення не боюся[20].

## Фінансування
Українські політологи та експерти вважають, що одна частина людей за участь на Антимайдані отримує гроші, а інша частина — ні.